# Holocæne kalender
Den holocæne kalender er en kalender, der blev foreslået af Cesare Emiliani i 1993. Man kan konvertere den nuværende vestlige kalender ved at lægge 10.000 til årstallene, hvilket vil sige, at år 2011 e.Kr er år 12011 ifølge den holocæne kalender, og år 1 i den holocæne kalender svarer til år 10.000 f.Kr. 
Kalenderen blev foreslået, fordi den daterer starten af kalenderen til en ikke-religiøs begivenhed, nemlig den periode i menneskets historie, hvor vores forfædre gik fra globalt at være jæger og samler-samfund til landbrugs- og industrisamfund og det moderne samfund. Kalenderen spænder over hele (holocæn)-perioden.
| Tid | Spire Denne artikel om tid eller kalendere er en spire som bør udbygges. Du er velkommen til at hjælpe Wikipedia ved at udvide den. |